# Maâmar Youcef
 (janvier 2020).
Maâmar Youcef, né le 3 octobre 1989 à Chettia dans la banlieue de Chlef, est un footballeur international algérien. Il évoluait au poste d'arrière droit à la JSM Béjaïa.

## Biographie
Maâmar Youcef évolue en première division algérienne avec les clubs de l'ASO Chlef, du MO Béjaïaet du CR Belouizdad. Il dispute un total de 57 matchs en première division, inscrivant trois buts.
Il participe à la Ligue des champions d'Afrique en 2012 avec le club de Chlef.

## Palmarès

### En club
- Champion d'Algérie en 2011 avec l'ASO Chlef
- Champion d'Algérie de deuxième division en 2018 avec le MO Béjaïa

### Carrière internationale
- Vainqueur de la Coupe du monde militaire en 2011 avec l'Algérie.